# Giải vô địch bóng đá thế giới 2018 (vòng đấu loại trực tiếp)
Vòng đấu loại trực tiếp của giải vô địch bóng đá thế giới 2018 là giai đoạn thứ hai và cuối cùng của giải đấu, sau vòng bảng. Giải sẽ bắt đầu vào ngày 30 tháng 6 với vòng 16 đội và kết thúc vào ngày 15 tháng 7 với trận chung kết, tổ chức tại sân vận động Luzhniki ở Moskva. Hai đội tuyển đầu bảng từ mỗi bảng (tổng cộng 16 đội) sẽ giành quyền vào vòng đấu loại trực tiếp để thi đấu trong một giải đấu loại đơn. Một trận play-off tranh hạng ba cũng sẽ được diễn ra giữa hai đội thua của trận bán kết.
Tất cả các thời gian được liệt kê là giờ địa phương.

## Thể thức
Trong vòng đấu loại trực tiếp, nếu trận đấu kết thúc ở 90 phút với tỉ số hòa, hiệp phụ sẽ được diễn ra (hai hiệp, mỗi hiệp 15 phút không có nghỉ giữa giờ), mỗi đội tuyển được cho phép cầu thủ để thay thế lần thứ tư. Nếu hai đội vẫn hòa sau hiệp phụ, trận đấu sẽ được quyết định bằng loạt sút luân lưu để xác định đội thắng cuộc.

## Các đội tuyển vượt qua vòng bảng
Hai đội tuyển quốc gia đứng đầu bảng và nhì bảng từ mỗi bảng trong 8 bảng sẽ đủ điều kiện cho vòng đấu loại trực tiếp.
| Bảng | Đội tuyển đứng nhất bảng | Đội tuyển đứng nhì bảng |
| ---- | ------------------------ | ----------------------- |
| A    | Uruguay                  | Nga                     |
| B    | Tây Ban Nha              | Bồ Đào Nha              |
| C    | Pháp                     | Đan Mạch                |
| D    | Croatia                  | Argentina               |
| E    | Brasil                   | Thụy Sĩ                 |
| F    | Thụy Điển                | México                  |
| G    | Bỉ                       | Anh                     |
| H    | Colombia                 | Nhật Bản                |

## Sơ đồ
|  | Vòng 16 đội                       | Vòng 16 đội        |                                |       | Tứ kết                 | Tứ kết                 |                              |                              | Bán kết | Bán kết |  |  | Chung kết | Chung kết |
|  |                                   |                    |                                |       |                        |                        |                              |                              |         |         |  |  |           |           |
|  | 30 tháng 6 – Sochi                |                    |                                |       |                        |                        |                              |                              |         |         |  |  |           |           |
|  |                                   |                    |                                |       |                        |                        |                              |                              |         |         |  |  |           |           |
|  | Uruguay                           | 2                  |                                |       |                        |                        |                              |                              |         |         |  |  |           |           |
|  | Uruguay                           | 2                  | 6 tháng 7 – Nizhny Novgorod    |       |                        |                        |                              |                              |         |         |  |  |           |           |
|  | Bồ Đào Nha                        | 1                  |                                |       |                        |                        |                              |                              |         |         |  |  |           |           |
|  | Bồ Đào Nha                        | 1                  | Uruguay                        | 0     |                        |                        |                              |                              |         |         |  |  |           |           |
|  | 30 tháng 6 – Kazan                |                    | Uruguay                        | 0     |                        |                        |                              |                              |         |         |  |  |           |           |
|  |                                   | Pháp               | 2                              |       |                        |                        |                              |                              |         |         |  |  |           |           |
|  | Pháp                              | Pháp               | 2                              | 4     |                        |                        |                              |                              |         |         |  |  |           |           |
|  | Pháp                              |                    | 10 tháng 7 – Sankt-Peterburg   | 4     |                        |                        |                              |                              |         |         |  |  |           |           |
|  | Argentina                         | 3                  |                                |       |                        |                        |                              |                              |         |         |  |  |           |           |
|  | Argentina                         | 3                  | Pháp                           | 1     |                        |                        |                              |                              |         |         |  |  |           |           |
|  | 2 tháng 7 – Samara                |                    | Pháp                           | 1     |                        |                        |                              |                              |         |         |  |  |           |           |
|  |                                   | Bỉ                 | 0                              |       |                        |                        |                              |                              |         |         |  |  |           |           |
|  | Brasil                            | Bỉ                 | 0                              | 2     |                        |                        |                              |                              |         |         |  |  |           |           |
|  | Brasil                            | 6 tháng 7 – Kazan  |                                | 2     |                        |                        |                              |                              |         |         |  |  |           |           |
|  | México                            | 0                  |                                |       |                        |                        |                              |                              |         |         |  |  |           |           |
|  | México                            | 0                  | Brasil                         | 1     |                        |                        |                              |                              |         |         |  |  |           |           |
|  | 2 tháng 7 – Rostov trên sông Đông |                    | Brasil                         | 1     |                        |                        |                              |                              |         |         |  |  |           |           |
|  |                                   | Bỉ                 | 2                              |       |                        |                        |                              |                              |         |         |  |  |           |           |
|  | Bỉ                                | Bỉ                 | 2                              | 3     |                        |                        |                              |                              |         |         |  |  |           |           |
|  | Bỉ                                |                    | 15 tháng 7 – Moskva (Luzhniki) | 3     |                        |                        |                              |                              |         |         |  |  |           |           |
|  | Nhật Bản                          | 2                  |                                |       |                        |                        |                              |                              |         |         |  |  |           |           |
|  | Nhật Bản                          | 2                  | Pháp                           | 4     |                        |                        |                              |                              |         |         |  |  |           |           |
|  | 1 tháng 7 – Moskva (Luzhniki)     |                    | Pháp                           | 4     |                        |                        |                              |                              |         |         |  |  |           |           |
|  |                                   | Croatia            | 2                              |       |                        |                        |                              |                              |         |         |  |  |           |           |
|  | Tây Ban Nha                       | Croatia            | 2                              | 1 (3) |                        |                        |                              |                              |         |         |  |  |           |           |
|  | Tây Ban Nha                       | 7 tháng 7 – Sochi  |                                | 1 (3) |                        |                        |                              |                              |         |         |  |  |           |           |
|  | Nga (p)                           | 1 (4)              |                                |       |                        |                        |                              |                              |         |         |  |  |           |           |
|  | Nga (p)                           | 1 (4)              | Nga                            | 2 (3) |                        |                        |                              |                              |         |         |  |  |           |           |
|  | 1 tháng 7 – Nizhny Novgorod       |                    | Nga                            | 2 (3) |                        |                        |                              |                              |         |         |  |  |           |           |
|  |                                   | Croatia (p)        | 2 (4)                          |       |                        |                        |                              |                              |         |         |  |  |           |           |
|  | Croatia (p)                       | Croatia (p)        | 2 (4)                          | 1 (3) |                        |                        |                              |                              |         |         |  |  |           |           |
|  | Croatia (p)                       |                    | 11 tháng 7 – Moskva (Luzhniki) | 1 (3) |                        |                        |                              |                              |         |         |  |  |           |           |
|  | Đan Mạch                          | 1 (2)              |                                |       |                        |                        |                              |                              |         |         |  |  |           |           |
|  | Đan Mạch                          | 1 (2)              | Croatia (s.h.p.)               | 2     |                        |                        |                              |                              |         |         |  |  |           |           |
|  | 3 tháng 7 – Sankt-Peterburg       |                    | Croatia (s.h.p.)               | 2     |                        |                        |                              |                              |         |         |  |  |           |           |
|  |                                   | Anh                | 1                              |       | Play-off tranh hạng ba | Play-off tranh hạng ba |                              |                              |         |         |  |  |           |           |
|  | Thụy Điển                         | Anh                | 1                              | 1     | Play-off tranh hạng ba | Play-off tranh hạng ba |                              |                              |         |         |  |  |           |           |
|  | Thụy Điển                         | 7 tháng 7 – Samara | 7 tháng 7 – Samara             | 1     |                        |                        | 14 tháng 7 – Sankt-Peterburg | 14 tháng 7 – Sankt-Peterburg |         |         |  |  |           |           |
|  | Thụy Sĩ                           | 7 tháng 7 – Samara | 7 tháng 7 – Samara             | 0     |                        |                        | 14 tháng 7 – Sankt-Peterburg | 14 tháng 7 – Sankt-Peterburg |         |         |  |  |           |           |
|  | Thụy Sĩ                           | Thụy Điển          | 0                              | 0     | Bỉ                     | 2                      |                              |                              |         |         |  |  |           |           |
|  | 3 tháng 7 – Moskva (Otkrytiye)    | Thụy Điển          | 0                              |       | Bỉ                     | 2                      |                              |                              |         |         |  |  |           |           |
|  |                                   | Anh                | 2                              |       | Anh                    | 0                      |                              |                              |         |         |  |  |           |           |
|  | Colombia                          | Anh                | 2                              | 1 (3) | Anh                    | 0                      |                              |                              |         |         |  |  |           |           |
|  | Colombia                          |                    |                                | 1 (3) |                        |                        |                              |                              |         |         |  |  |           |           |
|  | Anh (p)                           | 1 (4)              |                                |       |                        |                        |                              |                              |         |         |  |  |           |           |
|  | Anh (p)                           | 1 (4)              |                                |       |                        |                        |                              |                              |         |         |  |  |           |           |

## Vòng 16 đội

### Pháp v Argentina
| Pháp                                                   | 4–3      | Argentina                                   |
| ------------------------------------------------------ | -------- | ------------------------------------------- |
| - Griezmann 13' (ph.đ.) - Pavard 57' - Mbappé 64', 68' | Chi tiết | - Di María 41' - Mercado 48' - Agüero 90+3' |

| Pháp | Argentina |

| GK               | 1  | Hugo Lloris (c)   |       |     |
| RB               | 2  | Benjamin Pavard   | 73'   |     |
| CB               | 4  | Raphaël Varane    |       |     |
| CB               | 5  | Samuel Umtiti     |       |     |
| LB               | 21 | Lucas Hernández   |       |     |
| CM               | 13 | N'Golo Kanté      |       |     |
| CM               | 6  | Paul Pogba        |       |     |
| RW               | 10 | Kylian Mbappé     |       | 89' |
| AM               | 7  | Antoine Griezmann |       | 83' |
| LW               | 14 | Blaise Matuidi    | 72'   | 75' |
| CF               | 9  | Olivier Giroud    | 90+3' |     |
| Vào thay người:  |    |                   |       |     |
| MF               | 12 | Corentin Tolisso  |       | 75' |
| FW               | 18 | Nabil Fekir       |       | 83' |
| FW               | 20 | Florian Thauvin   |       | 89' |
| Huấn luyện viên: |    |                   |       |     |
| Didier Deschamps |    |                   |       |     |

| GK               | 12 | Franco Armani      |       |     |
| RB               | 2  | Gabriel Mercado    |       |     |
| CB               | 17 | Nicolás Otamendi   | 90+3' |     |
| CB               | 16 | Marcos Rojo        | 11'   | 46' |
| LB               | 3  | Nicolás Tagliafico | 19'   |     |
| CM               | 15 | Enzo Pérez         |       | 66' |
| CM               | 14 | Javier Mascherano  | 43'   |     |
| CM               | 7  | Éver Banega        | 50'   |     |
| RF               | 22 | Cristian Pavón     |       | 75' |
| CF               | 10 | Lionel Messi (c)   |       |     |
| LF               | 11 | Ángel Di María     |       |     |
| Vào thay người:  |    |                    |       |     |
| DF               | 6  | Federico Fazio     |       | 46' |
| FW               | 19 | Sergio Agüero      |       | 66' |
| MF               | 13 | Maximiliano Meza   |       | 75' |
| Huấn luyện viên: |    |                    |       |     |
| Jorge Sampaoli   |    |                    |       |     |

| Cầu thủ xuất sắc nhất trận: Kylian Mbappé (Pháp) Trợ lý trọng tài: Reza Sokhandan (Iran) Mohammadreza Mansouri (Iran) Trọng tài thứ tư: Julio Bascuñán (Chile) Trọng tài thứ năm: Christian Schiemann (Chile) Trợ lý trọng tài video: Massimiliano Irrati (Ý) Trợ lý trọng tài trợ lý video: Paweł Gil (Ba Lan) Carlos Astroza (Chile) Paolo Valeri (Ý) |

### Uruguay v Bồ Đào Nha
| Uruguay          | 2–1      | Bồ Đào Nha |
| ---------------- | -------- | ---------- |
| - Cavani 7', 62' | Chi tiết | - Pepe 55' |

| Uruguay | Bồ Đào Nha |

| GK               | 1  | Fernando Muslera   |  |     |
| RB               | 22 | Martín Cáceres     |  |     |
| CB               | 2  | José Giménez       |  |     |
| CB               | 3  | Diego Godín (c)    |  |     |
| LB               | 17 | Diego Laxalt       |  |     |
| RM               | 8  | Nahitan Nández     |  | 81' |
| CM               | 14 | Lucas Torreira     |  |     |
| CM               | 15 | Matías Vecino      |  |     |
| LM               | 6  | Rodrigo Bentancur  |  | 63' |
| CF               | 9  | Luis Suárez        |  |     |
| CF               | 21 | Edinson Cavani     |  | 74' |
| Vào thay người:  |    |                    |  |     |
| MF               | 7  | Cristian Rodríguez |  | 63' |
| FW               | 11 | Cristhian Stuani   |  | 74' |
| MF               | 5  | Carlos Sánchez     |  | 81' |
| Huấn luyện viên: |    |                    |  |     |
| Óscar Tabárez    |    |                    |  |     |

| GK               | 1  | Rui Patrício          |       |     |
| RB               | 15 | Ricardo Pereira       |       |     |
| CB               | 3  | Pepe                  |       |     |
| CB               | 6  | José Fonte            |       |     |
| LB               | 5  | Raphaël Guerreiro     |       |     |
| RM               | 11 | Bernardo Silva        |       |     |
| CM               | 14 | William Carvalho      |       |     |
| CM               | 23 | Adrien Silva          |       | 65' |
| LM               | 10 | João Mário            |       | 84' |
| CF               | 17 | Gonçalo Guedes        |       | 74' |
| CF               | 7  | Cristiano Ronaldo (c) | 90+3' |     |
| Vào thay người:  |    |                       |       |     |
| FW               | 20 | Ricardo Quaresma      |       | 65' |
| FW               | 9  | André Silva           |       | 74' |
| MF               | 4  | Manuel Fernandes      |       | 84' |
| Huấn luyện viên: |    |                       |       |     |
| Fernando Santos  |    |                       |       |     |

| Cầu thủ xuất sắc nhất trận: Edinson Cavani (Uruguay) Trợ lý trọng tài: Marvin Torrentera (México) Miguel Hernández (México) Trọng tài thứ tư: Jair Marrufo (Hoa Kỳ) Trọng tài thứ năm: Corey Rockwell (Hoa Kỳ) Trợ lý trọng tài video: Mark Geiger (Hoa Kỳ) Trợ lý trọng tài trợ lý video: Bastian Dankert (Đức) Joe Fletcher (Canada) Danny Makkelie (Hà Lan) |

### Tây Ban Nha v Nga
| Tây Ban Nha                              | 1–1 (s.h.p.) | Nga                                          |
| ---------------------------------------- | ------------ | -------------------------------------------- |
| - Ignashevich 12' (l.n.)                 | Chi tiết     | - Dzyuba 41' (ph.đ.)                         |
| Loạt sút luân lưu                        |              |                                              |
| - Iniesta - Piqué - Koke - Ramos - Aspas | 3–4          | - Smolov - Ignashevich - Golovin - Cheryshev |

| Tây Ban Nha | Nga |

| GK               | 1  | David de Gea     |     |      |
| RB               | 4  | Nacho            |     | 70'  |
| CB               | 3  | Gerard Piqué     | 40' |      |
| CB               | 15 | Sergio Ramos (c) |     |      |
| LB               | 18 | Jordi Alba       |     |      |
| CM               | 8  | Koke             |     |      |
| CM               | 5  | Sergio Busquets  |     |      |
| RW               | 21 | David Silva      |     | 67'  |
| AM               | 22 | Isco             |     |      |
| LW               | 20 | Marco Asensio    |     | 104' |
| CF               | 19 | Diego Costa      |     | 80'  |
| Vào thay người:  |    |                  |     |      |
| MF               | 6  | Andrés Iniesta   |     | 67'  |
| DF               | 2  | Dani Carvajal    |     | 70'  |
| FW               | 17 | Iago Aspas       |     | 80'  |
| FW               | 9  | Rodrigo          |     | 104' |
| Huấn luyện viên: |    |                  |     |      |
| Fernando Hierro  |    |                  |     |      |

| GK                   | 1  | Igor Akinfeev (c)  |     |     |
| SW                   | 4  | Sergei Ignashevich |     |     |
| CB                   | 3  | Ilya Kutepov       | 54' |     |
| CB                   | 13 | Fyodor Kudryashov  |     |     |
| RWB                  | 2  | Mário Fernandes    |     |     |
| LWB                  | 18 | Yuri Zhirkov       |     | 46' |
| CM                   | 19 | Aleksandr Samedov  |     | 61' |
| CM                   | 11 | Roman Zobnin       | 71' |     |
| CM                   | 7  | Daler Kuzyayev     |     | 97' |
| CF                   | 22 | Artem Dzyuba       |     | 65' |
| CF                   | 17 | Aleksandr Golovin  |     |     |
| Vào thay người:      |    |                    |     |     |
| DF                   | 14 | Vladimir Granat    |     | 46' |
| MF                   | 6  | Denis Cheryshev    |     | 61' |
| FW                   | 10 | Fyodor Smolov      |     | 65' |
| MF                   | 21 | Aleksandr Yerokhin |     | 97' |
| Huấn luyện viên:     |    |                    |     |     |
| Stanislav Cherchesov |    |                    |     |     |

| Cầu thủ xuất sắc nhất trận: Igor Akinfeev (Nga) Trợ lý trọng tài: Sander van Roekel (Hà Lan) Erwin Zeinstra (Hà Lan) Trọng tài thứ tư: Clément Turpin (Pháp) Trọng tài thứ năm: Nicolas Danos (Pháp) Trợ lý trọng tài video: Danny Makkelie (Hà Lan) Trợ lý trọng tài trợ lý video: Paweł Gil (Ba Lan) Mark Borsch (Đức) Felix Zwayer (Đức) |

### Croatia v Đan Mạch
| Croatia                                          | 1–1 (s.h.p.) | Đan Mạch                                               |
| ------------------------------------------------ | ------------ | ------------------------------------------------------ |
| - Mandžukić 4'                                   | Chi tiết     | - M. Jørgensen 1'                                      |
| Loạt sút luân lưu                                |              |                                                        |
| - Badelj - Kramarić - Modrić - Pivarić - Rakitić | 3–2          | - Eriksen - Kjær - Krohn-Dehli - Schöne - N. Jørgensen |

| Croatia | Đan Mạch |

| GK               | 23 | Danijel Subašić  |
| RB               | 2  | Šime Vrsaljko    |
| CB               | 6  | Dejan Lovren     |
| CB               | 21 | Domagoj Vida     |
| LB               | 3  | Ivan Strinić     |
| CM               | 7  | Ivan Rakitić     |
| CM               | 11 | Marcelo Brozović |
| RW               | 18 | Ante Rebić       |
| AM               | 10 | Luka Modrić (c)  |
| LW               | 4  | Ivan Perišić     |
| CF               | 17 | Mario Mandžukić  |
| Huấn luyện viên: |    |                  |
| Zlatko Dalić     |    |                  |

| GK               | 1  | Kasper Schmeichel   |      |
| RB               | 5  | Jonas Knudsen       |      |
| CB               | 4  | Simon Kjær (c)      |      |
| CB               | 13 | Mathias Jørgensen   | 115' |
| LB               | 14 | Henrik Dalsgaard    |      |
| CM               | 6  | Andreas Christensen |      |
| CM               | 8  | Thomas Delaney      |      |
| CM               | 10 | Christian Eriksen   |      |
| RF               | 20 | Yussuf Poulsen      |      |
| CF               | 21 | Andreas Cornelius   |      |
| LF               | 11 | Martin Braithwaite  |      |
| Huấn luyện viên: |    |                     |      |
| Åge Hareide      |    |                     |      |

| Cầu thủ xuất sắc nhất trận: Kasper Schmeichel (Đan Mạch) Trợ lý trọng tài: Hernán Maidana (Argentina) Juan Pablo Bellati (Argentina) Trọng tài thứ tư: Enrique Cáceres (Paraguay) Trọng tài thứ năm: Eduardo Cardozo (Paraguay) Trợ lý trọng tài video: Mauro Vigliano (Argentina) Trợ lý trọng tài trợ lý video: Gery Vargas (Bolivia) Roberto Díaz Pérez (Tây Ban Nha) Daniele Orsato (Ý) |

### Brasil v México
| Brasil                     | 2–0      | México |
| -------------------------- | -------- | ------ |
| - Neymar 51' - Firmino 88' | Chi tiết |        |

| Brasil | México |

| GK               | 1  | Alisson           |     |       |
| RB               | 22 | Fagner            |     |       |
| CB               | 2  | Thiago Silva (c)  |     |       |
| CB               | 3  | Miranda           |     |       |
| LB               | 6  | Filipe Luís       | 43' |       |
| CM               | 15 | Paulinho          |     | 80'   |
| CM               | 5  | Casemiro          | 59' |       |
| RW               | 19 | Willian           |     | 90+1' |
| AM               | 11 | Philippe Coutinho |     | 86'   |
| LW               | 10 | Neymar            |     |       |
| CF               | 9  | Gabriel Jesus     |     |       |
| Vào thay người:  |    |                   |     |       |
| MF               | 17 | Fernandinho       |     | 80'   |
| FW               | 20 | Roberto Firmino   |     | 86'   |
| DF               | 13 | Marquinhos        |     | 90+1' |
| Huấn luyện viên: |    |                   |     |       |
| Tite             |    |                   |     |       |

| GK                 | 13 | Guillermo Ochoa     |       |     |
| RB                 | 21 | Edson Álvarez       | 38'   | 55' |
| CB                 | 2  | Hugo Ayala          |       |     |
| CB                 | 3  | Carlos Salcedo      | 77'   |     |
| LB                 | 23 | Jesús Gallardo      |       |     |
| CM                 | 16 | Héctor Herrera      | 55'   |     |
| CM                 | 4  | Rafael Márquez (c)  |       | 46' |
| CM                 | 18 | Andrés Guardado     | 90+2' |     |
| RF                 | 11 | Carlos Vela         |       |     |
| CF                 | 14 | Javier Hernández    |       | 60' |
| LF                 | 22 | Hirving Lozano      |       |     |
| Vào thay người:    |    |                     |       |     |
| MF                 | 7  | Miguel Layún        |       | 46' |
| MF                 | 6  | Jonathan dos Santos |       | 55' |
| FW                 | 9  | Raúl Jiménez        |       | 60' |
| Huấn luyện viên:   |    |                     |       |     |
| Juan Carlos Osorio |    |                     |       |     |

| Cầu thủ xuất sắc nhất trận: Neymar (Brasil) Trợ lý trọng tài: Elenito Di Liberatore (Ý) Mauro Tonolini (Ý) Trọng tài thứ tư: Antonio Mateu Lahoz (Tây Ban Nha) Trọng tài thứ năm: Pau Cebrián Devís (Tây Ban Nha) Trợ lý trọng tài video: Massimiliano Irrati (Ý) Trợ lý trọng tài trợ lý video: Paweł Gil (Ba Lan) Carlos Astroza (Chile) Daniele Orsato (Ý) |

### Bỉ v Nhật Bản
| Bỉ                                             | 3–2      | Nhật Bản                   |
| ---------------------------------------------- | -------- | -------------------------- |
| - Vertonghen 69' - Fellaini 74' - Chadli 90+4' | Chi tiết | - Haraguchi 48' - Inui 52' |

| Bỉ | Nhật Bản |

| GK               | 1  | Thibaut Courtois  |  |     |
| CB               | 2  | Toby Alderweireld |  |     |
| CB               | 4  | Vincent Kompany   |  |     |
| CB               | 5  | Jan Vertonghen    |  |     |
| RM               | 15 | Thomas Meunier    |  |     |
| CM               | 7  | Kevin De Bruyne   |  |     |
| CM               | 6  | Axel Witsel       |  |     |
| LM               | 11 | Yannick Carrasco  |  | 65' |
| RF               | 14 | Dries Mertens     |  | 65' |
| CF               | 9  | Romelu Lukaku     |  |     |
| LF               | 10 | Eden Hazard (c)   |  |     |
| Vào thay người:  |    |                   |  |     |
| MF               | 8  | Marouane Fellaini |  | 65' |
| MF               | 22 | Nacer Chadli      |  | 65' |
| Huấn luyện viên: |    |                   |  |     |
| Roberto Martínez |    |                   |  |     |

| GK               | 1  | Kawashima Eiji    |     |     |
| RB               | 19 | Sakai Hiroki      |     |     |
| CB               | 22 | Yoshida Maya      |     |     |
| CB               | 3  | Shoji Gen         |     |     |
| LB               | 5  | Nagatomo Yuto     |     |     |
| CM               | 17 | Hasebe Makoto (c) |     |     |
| CM               | 7  | Shibasaki Gaku    | 40' | 81' |
| RW               | 8  | Haraguchi Genki   |     | 81' |
| AM               | 10 | Kagawa Shinji     |     |     |
| LW               | 14 | Inui Takashi      |     |     |
| CF               | 15 | Osako Yuya        |     |     |
| Vào thay người:  |    |                   |     |     |
| MF               | 16 | Yamaguchi Hotaru  |     | 81' |
| MF               | 4  | Honda Keisuke     |     | 81' |
| Huấn luyện viên: |    |                   |     |     |
| Nishino Akira    |    |                   |     |     |

| Cầu thủ xuất sắc nhất trận: Eden Hazard (Bỉ) Trợ lý trọng tài: Djibril Camara (Sénégal) El Hadji Samba (Sénégal) Trọng tài thứ tư: Bakary Gassama (Gambia) Trọng tài thứ năm: Jean Claude Birumushahu (Burundi) Trợ lý trọng tài video: Felix Zwayer (Đức) Trợ lý trọng tài trợ lý video: Clément Turpin (Pháp) Mark Borsch (Đức) Danny Makkelie (Hà Lan) |

### Thụy Điển v Thụy Sĩ
| Thụy Điển      | 1–0      | Thụy Sĩ |
| -------------- | -------- | ------- |
| - Forsberg 66' | Chi tiết |         |

| Thụy Điển | Thụy Sĩ |

| GK               | 1  | Robin Olsen           |     |       |
| RB               | 2  | Mikael Lustig         | 31' | 82'   |
| CB               | 3  | Victor Lindelöf       |     |       |
| CB               | 4  | Andreas Granqvist (c) |     |       |
| LB               | 6  | Ludwig Augustinsson   |     |       |
| RM               | 17 | Viktor Claesson       |     |       |
| CM               | 13 | Gustav Svensson       |     |       |
| CM               | 8  | Albin Ekdal           |     |       |
| LM               | 10 | Emil Forsberg         |     | 82'   |
| CF               | 9  | Marcus Berg           |     | 90+1' |
| CF               | 20 | Ola Toivonen          |     |       |
| Vào thay người:  |    |                       |     |       |
| DF               | 5  | Martin Olsson         |     | 82'   |
| DF               | 16 | Emil Krafth           |     | 82'   |
| FW               | 22 | Isaac Kiese Thelin    |     | 90+1' |
| Huấn luyện viên: |    |                       |     |       |
| Janne Andersson  |    |                       |     |       |

| GK                | 1  | Yann Sommer       |       |     |
| RB                | 6  | Michael Lang      | 90+4' |     |
| CB                | 20 | Johan Djourou     |       |     |
| CB                | 5  | Manuel Akanji     |       |     |
| LB                | 13 | Ricardo Rodríguez |       |     |
| CM                | 11 | Valon Behrami (c) | 61'   |     |
| CM                | 10 | Granit Xhaka      | 68'   |     |
| RW                | 23 | Xherdan Shaqiri   |       |     |
| AM                | 15 | Blerim Džemaili   |       | 73' |
| LW                | 14 | Steven Zuber      |       | 73' |
| CF                | 19 | Josip Drmić       |       |     |
| Vào thay người:   |    |                   |       |     |
| FW                | 9  | Haris Seferović   |       | 73' |
| FW                | 7  | Breel Embolo      |       | 73' |
| Huấn luyện viên:  |    |                   |       |     |
| Vladimir Petković |    |                   |       |     |

| Cầu thủ xuất sắc nhất trận: Emil Forsberg (Thụy Điển) Trợ lý trọng tài: Jure Praprotnik (Slovenia) Robert Vukan (Slovenia) Trọng tài thứ tư: Nawaf Shukralla (Bahrain) Trọng tài thứ năm: Yaser Tulefat (Bahrain) Trợ lý trọng tài video: Daniele Orsato (Ý) Trợ lý trọng tài trợ lý video: Bastian Dankert (Đức) Roberto Díaz Pérez (Tây Ban Nha) Massimiliano Irrati (Ý) |

### Colombia v Anh
| Colombia                                         | 1–1 (s.h.p.) | Anh                                             |
| ------------------------------------------------ | ------------ | ----------------------------------------------- |
| - Mina 90+3'                                     | Chi tiết     | - Kane 57' (ph.đ.)                              |
| Loạt sút luân lưu                                |              |                                                 |
| - Falcao - Ju. Cuadrado - Muriel - Uribe - Bacca | 3–4          | - Kane - Rashford - Henderson - Trippier - Dier |

| Colombia | Anh |

| GK               | 1  | David Ospina           |      |      |
| RB               | 4  | Santiago Arias         | 52'  | 116' |
| CB               | 13 | Yerry Mina             |      |      |
| CB               | 23 | Dávinson Sánchez       |      |      |
| LB               | 17 | Johan Mojica           |      |      |
| CM               | 5  | Wílmar Barrios         | 41'  |      |
| CM               | 6  | Carlos Sánchez         | 54'  | 79'  |
| CM               | 16 | Jefferson Lerma        |      | 61'  |
| RW               | 11 | Juan Cuadrado          | 118' |      |
| LW               | 20 | Juan Fernando Quintero |      | 88'  |
| CF               | 9  | Radamel Falcao (c)     | 63'  |      |
| Vào thay người:  |    |                        |      |      |
| FW               | 7  | Carlos Bacca           | 64'  | 61'  |
| MF               | 15 | Mateus Uribe           |      | 79'  |
| FW               | 14 | Luis Muriel            |      | 88'  |
| DF               | 2  | Cristián Zapata        |      | 116' |
| Huấn luyện viên: |    |                        |      |      |
| José Pékerman    |    |                        |      |      |

| GK               | 1  | Jordan Pickford  |     |      |
| CB               | 2  | Kyle Walker      |     | 113' |
| CB               | 5  | John Stones      |     |      |
| CB               | 6  | Harry Maguire    |     |      |
| DM               | 8  | Jordan Henderson | 56' |      |
| CM               | 20 | Dele Alli        |     | 81'  |
| CM               | 7  | Jesse Lingard    | 69' |      |
| RM               | 12 | Kieran Trippier  |     |      |
| LM               | 18 | Ashley Young     |     | 102' |
| CF               | 10 | Raheem Sterling  |     | 88'  |
| CF               | 9  | Harry Kane (c)   |     |      |
| Vào thay người:  |    |                  |     |      |
| MF               | 4  | Eric Dier        |     | 81'  |
| FW               | 11 | Jamie Vardy      |     | 88'  |
| DF               | 3  | Danny Rose       |     | 102' |
| FW               | 19 | Marcus Rashford  |     | 113' |
| Huấn luyện viên: |    |                  |     |      |
| Gareth Southgate |    |                  |     |      |

| Cầu thủ xuất sắc nhất trận: Harry Kane (Anh) Trợ lý trọng tài: Joe Fletcher (Canada) Frank Anderson (Hoa Kỳ) Trọng tài thứ tư: Matthew Conger (New Zealand) Trọng tài thứ năm: Tevita Makasini (Tonga) Trợ lý trọng tài video: Danny Makkelie (Hà Lan) Trợ lý trọng tài trợ lý video: Paweł Gil (Ba Lan) Carlos Astroza (Chile) Mauro Vigliano (Argentina) |

## Tứ kết

### Uruguay v Pháp
Hai đội đã từng gặp nhau 8 lần, trong đó có 3 lần thuộc vòng bảng Giải vô địch bóng đá thế giới, với kết quả thống kê là Uruguay thắng 1 và hòa 2 (2–1 năm 1966, 0–0 năm 2002, 0–0 năm 2010) và đây là lần đầu tiên giao tranh trong vòng đấu loại trực tiếp.
| Uruguay | 0–2      | Pháp                         |
| ------- | -------- | ---------------------------- |
|         | Chi tiết | - Varane 40' - Griezmann 61' |

| Uruguay | Pháp |

| GK               | 1  | Fernando Muslera       |     |     |
| RB               | 22 | Martín Cáceres         |     |     |
| CB               | 2  | José Giménez           |     |     |
| CB               | 3  | Diego Godín (c)        |     |     |
| LB               | 17 | Diego Laxalt           |     |     |
| RM               | 8  | Nahitan Nández         |     | 73' |
| CM               | 14 | Lucas Torreira         |     |     |
| CM               | 15 | Matías Vecino          |     |     |
| LM               | 6  | Rodrigo Bentancur      | 38' | 59' |
| CF               | 9  | Luis Suárez            |     |     |
| CF               | 11 | Cristhian Stuani       |     | 59' |
| Vào thay người:  |    |                        |     |     |
| FW               | 18 | Maxi Gómez             |     | 59' |
| MF               | 7  | Cristian Rodríguez     | 69' | 59' |
| FW               | 20 | Jonathan Urretaviscaya |     | 73' |
| Huấn luyện viên: |    |                        |     |     |
| Óscar Tabárez    |    |                        |     |     |

| GK               | 1  | Hugo Lloris (c)   |     |       |
| RB               | 2  | Benjamin Pavard   |     |       |
| CB               | 4  | Raphaël Varane    |     |       |
| CB               | 5  | Samuel Umtiti     |     |       |
| LB               | 21 | Lucas Hernández   | 33' |       |
| CM               | 6  | Paul Pogba        |     |       |
| CM               | 13 | N'Golo Kanté      |     |       |
| RW               | 10 | Kylian Mbappé     | 69' | 88'   |
| AM               | 7  | Antoine Griezmann |     | 90+3' |
| LW               | 12 | Corentin Tolisso  |     | 80'   |
| CF               | 9  | Olivier Giroud    |     |       |
| Vào thay người:  |    |                   |     |       |
| MF               | 15 | Steven Nzonzi     |     | 80'   |
| FW               | 11 | Ousmane Dembélé   |     | 88'   |
| FW               | 18 | Nabil Fekir       |     | 90+3' |
| Huấn luyện viên: |    |                   |     |       |
| Didier Deschamps |    |                   |     |       |

| Cầu thủ xuất sắc nhất trận: Antoine Griezmann (Pháp) Trợ lý trọng tài: Hernán Maidana (Argentina) Juan Pablo Bellati (Argentina) Trọng tài thứ tư: Alireza Faghani (Iran) Trọng tài thứ năm: Reza Sokhandan (Iran) Trợ lý trọng tài video: Massimiliano Irrati (Ý) Trợ lý trọng tài trợ lý video: Mauro Vigliano (Argentina) Carlos Astroza (Chile) Paolo Valeri (Ý) |

### Brasil v Bỉ
Hai đội đã gặp nhau 4 lần trước, trong đó có 1 lần duy nhất tại giải vô địch bóng đá thế giới, vòng 16 đội; trận đó Brasil giành chiến thắng 2–0 và tiến vào vòng tứ kết năm 2002.
| Brasil               | 1–2      | Bỉ                                       |
| -------------------- | -------- | ---------------------------------------- |
| - Renato Augusto 76' | Chi tiết | - Fernandinho 13' (l.n.) - De Bruyne 31' |

| Brasil | Bỉ |

| GK               | 1  | Alisson           |     |     |
| RB               | 22 | Fagner            | 90' |     |
| CB               | 2  | Thiago Silva      |     |     |
| CB               | 3  | Miranda (c)       |     |     |
| LB               | 12 | Marcelo           |     |     |
| CM               | 15 | Paulinho          |     | 73' |
| CM               | 17 | Fernandinho       | 85' |     |
| RW               | 19 | Willian           |     | 46' |
| AM               | 11 | Philippe Coutinho |     |     |
| LW               | 10 | Neymar            |     |     |
| CF               | 9  | Gabriel Jesus     |     | 58' |
| Vào thay người:  |    |                   |     |     |
| FW               | 20 | Roberto Firmino   |     | 46' |
| FW               | 7  | Douglas Costa     |     | 58' |
| MF               | 8  | Renato Augusto    |     | 73' |
| Huấn luyện viên: |    |                   |     |     |
| Tite             |    |                   |     |     |

| GK               | 1  | Thibaut Courtois  |     |     |
| CB               | 2  | Toby Alderweireld | 47' |     |
| CB               | 4  | Vincent Kompany   |     |     |
| CB               | 5  | Jan Vertonghen    |     |     |
| RM               | 15 | Thomas Meunier    | 71' |     |
| CM               | 8  | Marouane Fellaini |     |     |
| CM               | 6  | Axel Witsel       |     |     |
| LM               | 22 | Nacer Chadli      |     | 83' |
| RF               | 7  | Kevin De Bruyne   |     |     |
| CF               | 9  | Romelu Lukaku     |     | 87' |
| LF               | 10 | Eden Hazard (c)   |     |     |
| Vào thay người:  |    |                   |     |     |
| DF               | 3  | Thomas Vermaelen  |     | 83' |
| MF               | 17 | Youri Tielemans   |     | 87' |
| Huấn luyện viên: |    |                   |     |     |
| Roberto Martínez |    |                   |     |     |

| Cầu thủ xuất sắc nhất trận: Kevin De Bruyne (Bỉ) Trợ lý trọng tài: Milovan Ristić (Serbia) Dalibor Đurđević (Serbia) Trọng tài thứ tư: Jair Marrufo (Hoa Kỳ) Trọng tài thứ năm: Corey Rockwell (Hoa Kỳ) Trợ lý trọng tài video: Daniele Orsato (Ý) Trợ lý trọng tài trợ lý video: Paweł Gil (Ba Lan) Mark Borsch (Đức) Felix Zwayer (Đức) |

### Thụy Điển v Anh
| Thụy Điển | 0–2      | Anh                      |
| --------- | -------- | ------------------------ |
|           | Chi tiết | - Maguire 30' - Alli 59' |

| Thụy Điển | Anh |

| GK               | 1  | Robin Olsen           |       |     |
| RB               | 16 | Emil Krafth           |       | 85' |
| CB               | 3  | Victor Lindelöf       |       |     |
| CB               | 4  | Andreas Granqvist (c) |       |     |
| LB               | 6  | Ludwig Augustinsson   |       |     |
| RM               | 17 | Viktor Claesson       |       |     |
| CM               | 7  | Sebastian Larsson     | 90+4' |     |
| CM               | 8  | Albin Ekdal           |       |     |
| LM               | 10 | Emil Forsberg         |       | 65' |
| CF               | 9  | Marcus Berg           |       |     |
| CF               | 20 | Ola Toivonen          |       | 65' |
| Vào thay người:  |    |                       |       |     |
| FW               | 11 | John Guidetti         | 88'   | 65' |
| DF               | 5  | Martin Olsson         |       | 65' |
| DF               | 18 | Pontus Jansson        |       | 85' |
| Huấn luyện viên: |    |                       |       |     |
| Janne Andersson  |    |                       |       |     |

| GK               | 1  | Jordan Pickford  |     |       |
| CB               | 2  | Kyle Walker      |     |       |
| CB               | 5  | John Stones      |     |       |
| CB               | 6  | Harry Maguire    | 87' |       |
| DM               | 8  | Jordan Henderson |     | 85'   |
| CM               | 20 | Dele Alli        |     | 77'   |
| CM               | 7  | Jesse Lingard    |     |       |
| RM               | 12 | Kieran Trippier  |     |       |
| LM               | 18 | Ashley Young     |     |       |
| CF               | 10 | Raheem Sterling  |     | 90+1' |
| CF               | 9  | Harry Kane (c)   |     |       |
| Vào thay người:  |    |                  |     |       |
| DF               | 17 | Fabian Delph     |     | 77'   |
| MF               | 4  | Eric Dier        |     | 85'   |
| FW               | 19 | Marcus Rashford  |     | 90+1' |
| Huấn luyện viên: |    |                  |     |       |
| Gareth Southgate |    |                  |     |       |

| Cầu thủ xuất sắc nhất trận: Jordan Pickford (Anh) Trợ lý trọng tài: Sander van Roekel (Hà Lan) Erwin Zeinstra (Hà Lan) Trọng tài thứ tư: Antonio Mateu Lahoz (Tây Ban Nha) Trọng tài thứ năm: Pau Cebrián Devís (Tây Ban Nha) Trợ lý trọng tài video: Danny Makkelie (Hà Lan) Trợ lý trọng tài trợ lý video: Bastian Dankert (Đức) Carlos Astroza (Chile) Felix Zwayer (Đức) |

### Nga v Croatia
| Nga                                                     | 2–2 (s.h.p.) | Croatia                                        |
| ------------------------------------------------------- | ------------ | ---------------------------------------------- |
| - Cheryshev 31' - Fernandes 115'                        | Chi tiết     | - Kramarić 39' - Vida 101'                     |
| Loạt sút luân lưu                                       |              |                                                |
| - Smolov - Dzagoev - Fernandes - Ignashevich - Kuzyayev | 3–4          | - Brozović - Kovačić - Modrić - Vida - Rakitić |

| Nga | Croatia |

| GK                   | 1  | Igor Akinfeev (c)  |      |      |
| RB                   | 2  | Mário Fernandes    |      |      |
| CB                   | 3  | Ilya Kutepov       |      |      |
| CB                   | 4  | Sergei Ignashevich |      |      |
| LB                   | 13 | Fyodor Kudryashov  |      |      |
| CM                   | 11 | Roman Zobnin       |      |      |
| CM                   | 7  | Daler Kuzyayev     |      |      |
| RW                   | 19 | Aleksandr Samedov  |      | 54'  |
| AM                   | 17 | Aleksandr Golovin  |      | 102' |
| LW                   | 6  | Denis Cheryshev    |      | 67'  |
| CF                   | 22 | Artem Dzyuba       |      | 79'  |
| Vào thay người:      |    |                    |      |      |
| MF                   | 21 | Aleksandr Yerokhin |      | 54'  |
| FW                   | 10 | Fyodor Smolov      |      | 67'  |
| MF                   | 8  | Yury Gazinsky      | 109' | 79'  |
| MF                   | 9  | Alan Dzagoev       |      | 102' |
| Huấn luyện viên:     |    |                    |      |      |
| Stanislav Cherchesov |    |                    |      |      |

| GK               | 23 | Danijel Subašić  |      |     |
| RB               | 2  | Šime Vrsaljko    |      | 97' |
| CB               | 6  | Dejan Lovren     | 35'  |     |
| CB               | 21 | Domagoj Vida     | 101' |     |
| LB               | 3  | Ivan Strinić     | 38'  | 74' |
| CM               | 7  | Ivan Rakitić     |      |     |
| CM               | 10 | Luka Modrić (c)  |      |     |
| RW               | 18 | Ante Rebić       |      |     |
| AM               | 9  | Andrej Kramarić  |      | 88' |
| LW               | 4  | Ivan Perišić     |      | 63' |
| CF               | 17 | Mario Mandžukić  |      |     |
| Vào thay người:  |    |                  |      |     |
| MF               | 11 | Marcelo Brozović |      | 63' |
| DF               | 22 | Josip Pivarić    | 114' | 74' |
| MF               | 8  | Mateo Kovačić    |      | 88' |
| DF               | 5  | Vedran Ćorluka   |      | 97' |
| Huấn luyện viên: |    |                  |      |     |
| Zlatko Dalić     |    |                  |      |     |

| Cầu thủ xuất sắc nhất trận: Luka Modrić (Croatia) Trợ lý trọng tài: Emerson de Carvalho (Brasil) Marcelo Van Gasse (Brasil) Trọng tài thứ tư: Janny Sikazwe (Zambia) Trọng tài thứ năm: Jerson Dos Santos (Angola) Trợ lý trọng tài video: Massimiliano Irrati (Ý) Trợ lý trọng tài trợ lý video: Wilton Sampaio (Brasil) Roberto Díaz Pérez (Tây Ban Nha) Paolo Valeri (Ý) |

## Bán kết

### Pháp v Bỉ
Hai đội đã từng gặp nhau 73 lần trước trận đấu, trong đó có 2 trận trong giải bóng đá vô địch thế giới. Cả 2 lần chiến thắng đều nghiêng về đội tuyển Pháp, 3–1 năm 1938 và 4–2 năm 1986. Trận đấu gần đây nhất là một trận giao hữu vào năm 2015, Bỉ đã thắng 4–3.
| Pháp         | 1–0      | Bỉ |
| ------------ | -------- | -- |
| - Umtiti 51' | Chi tiết |    |

| Pháp | Bỉ |

| GK               | 1  | Hugo Lloris (c)   |       |     |
| RB               | 2  | Benjamin Pavard   |       |     |
| CB               | 4  | Raphaël Varane    |       |     |
| CB               | 5  | Samuel Umtiti     |       |     |
| LB               | 21 | Lucas Hernández   |       |     |
| CM               | 6  | Paul Pogba        |       |     |
| CM               | 13 | N'Golo Kanté      | 87'   |     |
| RW               | 10 | Kylian Mbappé     | 90+3' |     |
| AM               | 7  | Antoine Griezmann |       |     |
| LW               | 14 | Blaise Matuidi    |       | 86' |
| CF               | 9  | Olivier Giroud    |       | 85' |
| Vào thay người:  |    |                   |       |     |
| MF               | 15 | Steven Nzonzi     |       | 85' |
| MF               | 12 | Corentin Tolisso  |       | 86' |
| Huấn luyện viên: |    |                   |       |     |
| Didier Deschamps |    |                   |       |     |

| GK               | 1  | Thibaut Courtois  |       |       |
| CB               | 2  | Toby Alderweireld | 71'   |       |
| CB               | 4  | Vincent Kompany   |       |       |
| CB               | 5  | Jan Vertonghen    | 90+4' |       |
| DM               | 6  | Axel Witsel       |       |       |
| CM               | 19 | Mousa Dembélé     |       | 60'   |
| CM               | 8  | Marouane Fellaini |       | 80'   |
| RM               | 22 | Nacer Chadli      |       | 90+1' |
| LM               | 7  | Kevin De Bruyne   |       |       |
| CF               | 9  | Romelu Lukaku     |       |       |
| CF               | 10 | Eden Hazard (c)   | 63'   |       |
| Vào thay người:  |    |                   |       |       |
| FW               | 14 | Dries Mertens     |       | 60'   |
| MF               | 11 | Yannick Carrasco  |       | 80'   |
| FW               | 21 | Michy Batshuayi   |       | 90+1' |
| Huấn luyện viên: |    |                   |       |       |
| Roberto Martínez |    |                   |       |       |

| Cầu thủ xuất sắc nhất trận: Samuel Umtiti (Pháp) Trợ lý trọng tài: Nicolás Tarán (Uruguay) Mauricio Espinosa (Uruguay) Trọng tài thứ tư: César Arturo Ramos (México) Trọng tài thứ năm: Marvin Torrentera (México) Trợ lý trọng tài video: Massimiliano Irrati (Ý) Trợ lý trọng tài trợ lý video: Mauro Vigliano (Argentina) Roberto Díaz Pérez (Tây Ban Nha) Paolo Valeri (Ý) |

### Croatia v Anh
Hai đội đã gặp nhau 7 lần trước trận đấu, với 2 trận ở Vòng loại giải vô địch bóng đá thế giới 2010 khu vực châu Âu – Bảng 6; cả 2 lần đội tuyển Anh đểu thắng (4–1 và 5–1).
| Croatia                        | 2–1 (s.h.p.) | Anh           |
| ------------------------------ | ------------ | ------------- |
| - Perišić 68' - Mandžukić 109' | Chi tiết     | - Trippier 5' |

| Croatia | Anh |

| GK               | 23 | Danijel Subašić  |     |      |
| RB               | 2  | Šime Vrsaljko    |     |      |
| CB               | 6  | Dejan Lovren     |     |      |
| CB               | 21 | Domagoj Vida     |     |      |
| LB               | 3  | Ivan Strinić     |     | 95'  |
| CM               | 7  | Ivan Rakitić     |     |      |
| CM               | 11 | Marcelo Brozović |     |      |
| RW               | 18 | Ante Rebić       | 96' | 101' |
| AM               | 10 | Luka Modrić (c)  |     | 119' |
| LW               | 4  | Ivan Perišić     |     |      |
| CF               | 17 | Mario Mandžukić  | 48' | 115' |
| Vào thay người:  |    |                  |     |      |
| DF               | 22 | Josip Pivarić    |     | 95'  |
| FW               | 9  | Andrej Kramarić  |     | 101' |
| DF               | 5  | Vedran Ćorluka   |     | 115' |
| MF               | 19 | Milan Badelj     |     | 119' |
| Huấn luyện viên: |    |                  |     |      |
| Zlatko Dalić     |    |                  |     |      |

| GK               | 1  | Jordan Pickford  |     |      |
| CB               | 2  | Kyle Walker      | 54' | 112' |
| CB               | 5  | John Stones      |     |      |
| CB               | 6  | Harry Maguire    |     |      |
| DM               | 8  | Jordan Henderson |     | 97'  |
| CM               | 20 | Dele Alli        |     |      |
| CM               | 7  | Jesse Lingard    |     |      |
| RM               | 12 | Kieran Trippier  |     |      |
| LM               | 18 | Ashley Young     |     | 91'  |
| CF               | 10 | Raheem Sterling  |     | 74'  |
| CF               | 9  | Harry Kane (c)   |     |      |
| Vào thay người:  |    |                  |     |      |
| FW               | 19 | Marcus Rashford  |     | 74'  |
| DF               | 3  | Danny Rose       |     | 91'  |
| MF               | 4  | Eric Dier        |     | 97'  |
| FW               | 11 | Jamie Vardy      |     | 112' |
| Huấn luyện viên: |    |                  |     |      |
| Gareth Southgate |    |                  |     |      |

| Cầu thủ xuất sắc nhất trận: Ivan Perišić (Croatia) Trợ lý trọng tài: Bahattin Duran (Thổ Nhĩ Kỳ) Tarık Ongun (Thổ Nhĩ Kỳ) Trọng tài thứ tư: Björn Kuipers (Hà Lan) Trọng tài thứ năm: Sander van Roekel (Hà Lan) Trợ lý trọng tài video: Danny Makkelie (Hà Lan) Trợ lý trọng tài trợ lý video: Bastian Dankert (Đức) Carlos Astroza (Chile) Felix Zwayer (Đức) |

## Play-off tranh hạng ba
| Bỉ                         | 2–0      | Anh |
| -------------------------- | -------- | --- |
| Meunier 4' · E. Hazard 82' | Chi tiết |     |

| Bỉ | Anh |

| GK               | 1  | Thibaut Courtois  |
| CB               | 2  | Toby Alderweireld |
| CB               | 4  | Vincent Kompany   |
| CB               | 5  | Jan Vertonghen    |
| RM               | 15 | Thomas Meunier    |
| CM               | 17 | Youri Tielemans   |
| CM               | 6  | Axel Witsel       |
| LM               | 22 | Nacer Chadli      |
| RF               | 7  | Kevin De Bruyne   |
| CF               | 9  | Romelu Lukaku     |
| LF               | 10 | Eden Hazard (c)   |
| Huấn luyện viên: |    |                   |
| Roberto Martínez |    |                   |

| GK               | 1  | Jordan Pickford    |
| CB               | 16 | Phil Jones         |
| CB               | 5  | John Stones        |
| CB               | 6  | Harry Maguire      |
| DM               | 4  | Eric Dier          |
| CM               | 21 | Ruben Loftus-Cheek |
| CM               | 17 | Fabian Delph       |
| RM               | 12 | Kieran Trippier    |
| LM               | 3  | Danny Rose         |
| CF               | 10 | Raheem Sterling    |
| CF               | 9  | Harry Kane (c)     |
| Huấn luyện viên: |    |                    |
| Gareth Southgate |    |                    |

| Trợ lý trọng tài: Reza Sokhandan (Iran) Mohammadreza Mansouri (Iran) Trọng tài thứ tư: Malang Diedhiou (Sénégal) Trọng tài thứ năm: Djibril Camara (Sénégal) Trợ lý trọng tài video: Mark Geiger (Hoa Kỳ) Trợ lý trọng tài trợ lý video: Bastian Dankert (Đức) Joe Fletcher (Canada) Paolo Valeri (Ý) |

## Chung kết
| Pháp                                                                    | 4–2 | Croatia                       |
| ----------------------------------------------------------------------- | --- | ----------------------------- |
| - Mandžukić 17' (l.n.) - Griezmann 37' (ph.đ.) - Pogba 58' - Mbappé 64' |     | - Perišić 28' - Mandžukić 69' |

| Pháp | Croatia |

| GK               | 1  | Hugo Lloris (c)   |     |     |
| RB               | 2  | Benjamin Pavard   |     |     |
| CB               | 4  | Raphaël Varane    |     |     |
| CB               | 5  | Samuel Umtiti     |     |     |
| LB               | 21 | Lucas Hernández   | 41' |     |
| CM               | 6  | Paul Pogba        |     |     |
| CM               | 13 | N'Golo Kanté      | 27' | 55' |
| RW               | 10 | Kylian Mbappé     |     |     |
| AM               | 7  | Antoine Griezmann | 73' |     |
| LW               | 14 | Blaise Matuidi    |     |     |
| CF               | 9  | Olivier Giroud    |     | 81' |
| Vào thay người:  |    |                   |     |     |
| MF               | 15 | Steven Nzonzi     |     | 55' |
| MF               | 12 | Corentin Tolisso  |     | 73' |
| FW               | 18 | Nabil Fekir       |     | 81' |
| Huấn luyện viên: |    |                   |     |     |
| Didier Deschamps |    |                   |     |     |

| GK               | 23 | Danijel Subašić  |       |     |
| RB               | 2  | Šime Vrsaljko    | 90+2' |     |
| CB               | 6  | Dejan Lovren     |       |     |
| CB               | 21 | Domagoj Vida     |       |     |
| LB               | 3  | Ivan Strinić     |       | 82' |
| CM               | 7  | Ivan Rakitić     |       |     |
| CM               | 11 | Marcelo Brozović |       |     |
| RW               | 18 | Ante Rebić       |       | 71' |
| AM               | 10 | Luka Modrić (c)  |       |     |
| LW               | 4  | Ivan Perišić     |       |     |
| CF               | 17 | Mario Mandžukić  |       |     |
| Vào thay người:  |    |                  |       |     |
| FW               | 9  | Andrej Kramarić  |       | 71' |
| FW               | 20 | Marko Pjaca      |       | 82' |
| Huấn luyện viên: |    |                  |       |     |
| Zlatko Dalić     |    |                  |       |     |

| Cầu thủ xuất sắc nhất trận: Antoine Griezmann (Pháp) Trợ lý trọng tài: Hernán Maidana (Argentina) Juan Pablo Belatti (Argentina) Trọng tài thứ tư: Björn Kuipers (Hà Lan) Trọng tài thứ năm: Erwin Zeinstra (Hà Lan) Trợ lý trọng tài video: Massimiliano Irrati (Ý) Trợ lý trọng tài trợ lý video: Mauro Vigliano (Argentina) Carlos Astroza (Chile) Danny Makkelie (Hà Lan) |